# شهرستان نوبل (اوهایو)
شهرستان نوبل، اوهایو (به انگلیسی: Noble County, Ohio) یک سکونتگاه مسکونی در ایالات متحده آمریکا است که در اوهایو واقع شده‌است.